# Javier Fernández-Lasquetty
Javier Fernández-Lasquetty y Blanc (Madrid, 8 de octubre de 1966) es un político español del Partido Popular. Pupilo de Esperanza Aguirre, desempeñó los cargos de consejero de Inmigración y Cooperación (2007-2010) y de Sanidad (2010-2014) del Gobierno de la Comunidad de Madrid. 

## Biografía
Estudió en el Colegio Nuestra Señora del Pilar y se licenció en Derecho y en Ciencias Políticas por la Universidad Complutense de Madrid, está afiliado al PP desde 1982 y su carrera política ha estado estrechamente vinculada a Esperanza Aguirre. Su trayectoria profesional comienza en 1990 en la empresa demoscópica Sigma Dos. [cita requerida]
En cuanto a su trayectoria política, fue Secretario General de Nuevas Generaciones del Distrito de Salamanca entre 1984 y 1986. Tras su paso por el Ayuntamiento de Madrid, donde ocupó los cargos de Director del Centro Cultural Buenavista, Consejero Técnico de la Concejalía de Cultura y Consejero Técnico de la Primera Tenencia de Alcaldía, en mayo de 1996, tras la victoria del Partido Popular en las elecciones generales, Aguirre, desde el cargo de Ministra de Educación y Cultura, lo nombra su Director de Gabinete. En 1999 sigue a Aguirre al Senado, de nuevo como Director de Gabinete.
El 25 de mayo de 2000 es nombrado director del Departamento de Parlamento e Instituciones del Gabinete de la Presidencia del Gobierno y dos años después es nombrado Subdirector del Gabinete de José María Aznar, puesto en el que permanece hasta las Elecciones Generales de 2004, en las que obtiene acta de Diputado. En ese momento accede también al cargo de Secretario General de la Fundación para el Análisis y Estudios Sociales (FAES), que ocupa hasta 2007.
Antes del fin de la Legislatura, Esperanza Aguirre lo reclama de nuevo en este caso para nombrarlo Consejero de Inmigración en su ejecutivo en sustitución de Lucía Figar.

## Consejero de Sanidad
El 18 de marzo de 2010 tomó posesión de su cargo como consejero de Sanidad, tras la dimisión de Juan José Güemes.
Fernández-Lasquetty llevó a cabo la instauración del Área Única Sanitaria y la implantación, en diciembre de 2010, de la Ley de Libertad de Elección, por la que los usuarios del Servicio Madrileño de Salud (SERMAS) pueden escoger a su especialista y enfermera de cualquiera de los centros sanitarios de la Comunidad de Madrid.

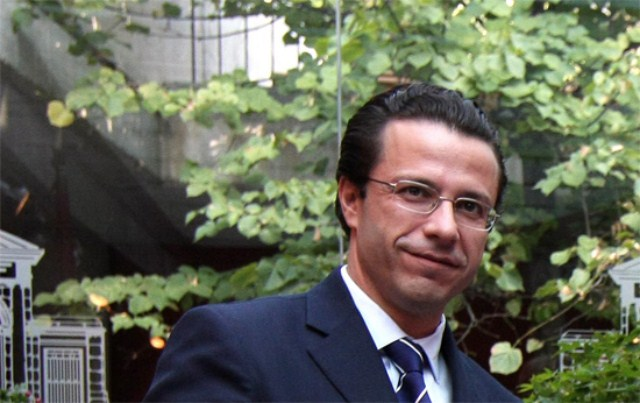
Lasquetty en 2013

En octubre de 2012, como respuesta a la fuerte bajada de ingresos, el Gobierno de la Comunidad de Madrid anunció reformas en el modelo de gestión de la sanidad pública, contempladas en el Plan de Medidas de Garantía de la Sostenibilidad del Sistema Sanitario Público de la Comunidad de Madrid. Además anunció la decisión de cumplir con los objetivos de déficit, que supuso a la Comunidad de Madrid un recorte en el presupuesto para el año 2013 en 2700 millones de euros (un 7,7 %).
Los principales cambios anunciados en este plan incluyen el recorte del presupuesto en Sanidad del 7 %, la imposición de una tasa para todas las recetas expedidas en centros de salud por lo cual las personas diagnosticadas por el facultativo de alguna enfermedad y a la que se prescribía debían de pagar un impuesto, la privatización de servicios en los hospitales públicos para su gestión privada, la privatización de la atención sanitaria (utilizando el modelo de concesión capitativa) en seis de los siete hospitales de gestión privada construidos en los últimos años y la privatización del 10 % de los centros de salud de la región, dando prioridad en su gestión a la participación de los profesionales sanitarios que quieran constituir sociedades para gestionarlos.
Los objetivos que el Gobierno pretende lograr mediante este plan incluyen la mejora de la atención sanitaria a la población mayor, la potenciación de la central de compras y la mejora de la gestión a través de la colaboración público-privada.
En protesta por estos anuncios, más de 300 cargos profesionales de los centros afectados presentaron su dimisión en enero de 2013, la cual se hará efectiva cuando se publique cuáles serán los centros afectados y en qué condiciones.

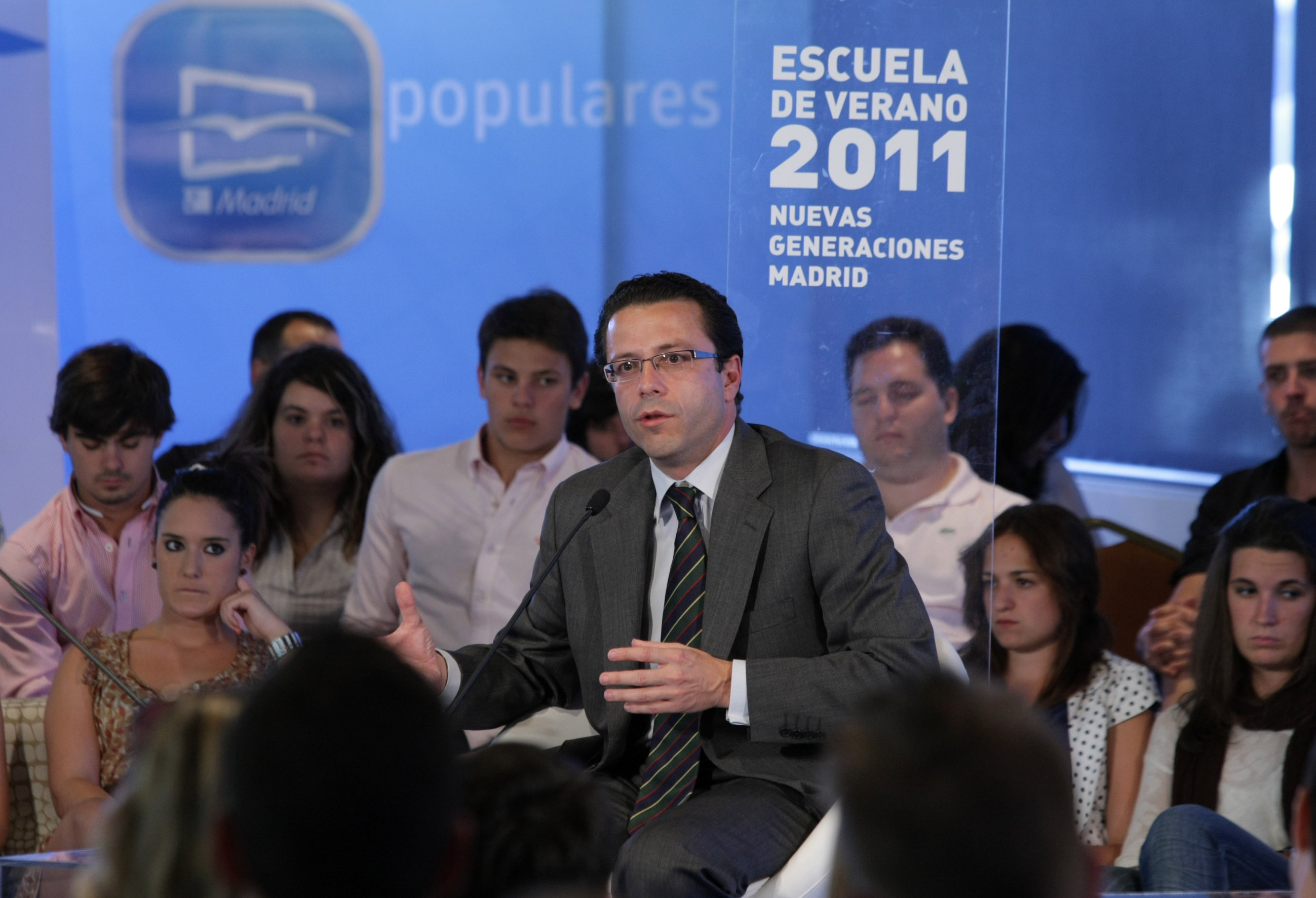
Lasquetty en 2011

También se anunció la transformación del Hospital de La Princesa en un hospital de alta especialización para la patología de las personas mayores  y la pérdida del resto de serviciosy del Hospital Carlos III en un hospital de estancia media. Las protestas por parte de trabajadores y pacientes de estos hospitales ante esta decisión llevaron a un acuerdo posterior para que La Princesa siga siendo general y con urgencias que además incorporará 29 programas para mayores.
La Plataforma SalvemosTelemadrid denunció a finales del mes de julio de 2013 que una visita oficial del Servicio Público de Salud Británico (National Health Service, NHS) realizada el 19 de junio de 2013 no fue tal, sino de la empresa privada PriceWaterHouseCoopers (PWC). La noticia fue recogida por la televisión pública Telemadrid. La Plataforma muestra correos de la NHS y de PWC que desmienten al Consejero. En el pleno de la Asamblea de Madrid, Fernández-Lasquetty se reía al debatir sobre este asunto con el diputado socialista José Manuel Freire.
El Ayuntamiento de Alcalá de Henares declaró a Lasquetty persona non grata en enero de 2014 con la justificación de la «política de desmantelamiento que está llevando a cabo la Consejería de Sanidad» en el Hospital Universitario Príncipe de Asturias.

### Dimisión

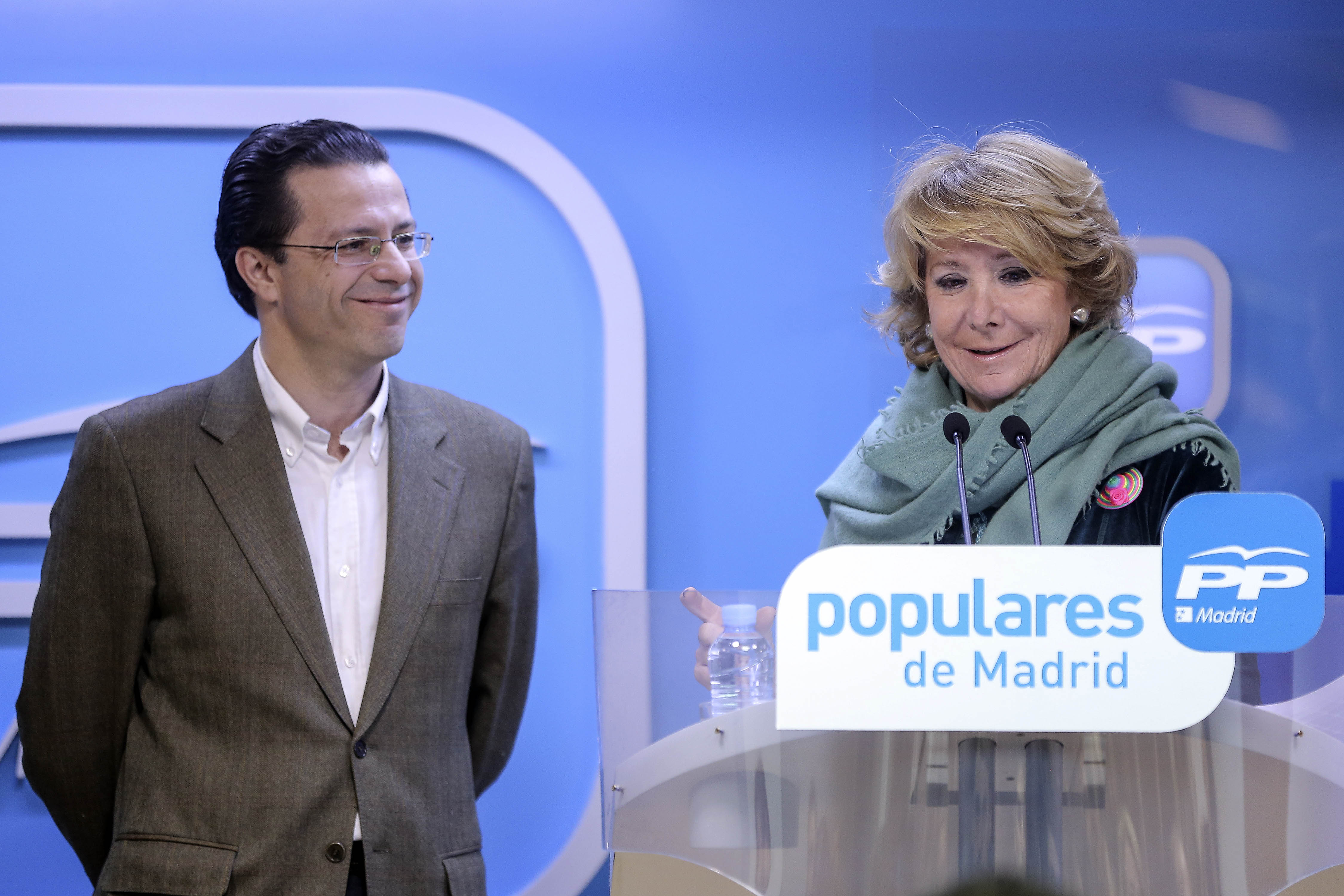
Junto a Esperanza Aguirre en diciembre de 2014

El 27 de enero de 2014, Fernández-Lasquetty dimitió como consejero de sanidad de la Comunidad de Madrid, según anunció Ignacio González González en la misma rueda de prensa en la que se anunciaba la paralización definitiva de la privatización de la sanidad. Unos días antes, el Tribunal Superior de Justicia de Madrid había confirmado la paralización cautelar del proceso de privatización sobre la base de una posible nulidad procesal por el cambio, sobrevenido y fuera de plazo, en el importe de la fianza exigida a las empresas concursantes para optar a la gestión de los hospitales ofertados. 
En diciembre de ese mismo año, Fernández-Lasquetty anuncia que abandona la política, dejando de ser diputado por la Asamblea de Madrid, para instalarse en Guatemala y realizar labores docentes en una universidad del país. En 2019 vuelve al gobierno madrileño como nuevo consejero de Hacienda y Función Publica en el gobierno de Isabel Díaz Ayuso.